# Koblenz Hauptbahnhof
Koblenz Hauptbahnhof – główny dworzec kolejowy w Koblencji, w kraju związkowym Nadrenia-Palatynat, w Niemczech. Obsługuje około 40 tys. pasażerów dziennie.

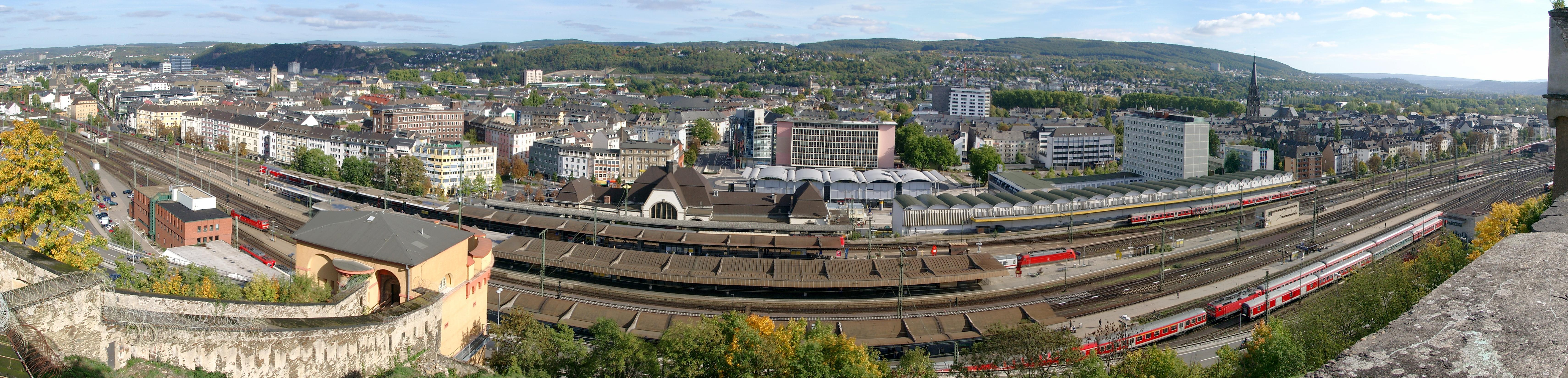
Panorama Koblenz Hauptbahnhof